# Apparàtxik
Un apparàtxik (proununciat /ˌɑːpəˈrɑːttʃɪk/; аппара́тчик en rus), en idioma rus col·loquial però també manllevat a altres idiomes, era un alt càrrec professional a jornada completa del Partit Comunista de la Unió Soviètica o del Govern de la Unió Soviètica apparat, o algú que tingués una posició en la burocràcia o alguna responsabilitat política, excepte els rangs superiors de control, anomenats nomenklatura. L'historiador James H. Billington descriu un apparàtxik com "un home sense grans plans, però d'un centenar de detalls curosament executats." El terme es considera sovint denagatori, amb connotació negativa en termes de la qualitat, la competència i l'actitud d'una persona així descrita.
Els membre de l'apparat (apparàtxiks o apparatchiki) eren sovint derivats entre diferents àrees de responsibilitat, sovint amb poc o sense formació real per a les seves àrees de responsabilitat. Llavors, el terme apparàtxik, o "agent de l'apparatus" era normalment la millor descripció de la professió o ocupació de la persona de què es parlava. No tots els apparàtchiks tenien càrrecs vitalicis. Molts d'ells entraven en aquestes posicions en una edat mitjana. Avui, el terme apparàtxik s'utilitza també en contextos diferents de la Unió Soviètica o els països comunistes. Segons el Diccionari Collins d'anglès, la paraula pot significar "un oficial o buròcrata de qualsevol organització". Segons l'Online Etymology Dictionary de Douglas Harper, el terme també s'utilitza per referir-se a un "agent comunista o un espia", segons els escrits d'Arthur Koestler, al voltant de l'any 1941.